# Dreifaltigkeitskirche (Crottendorf)

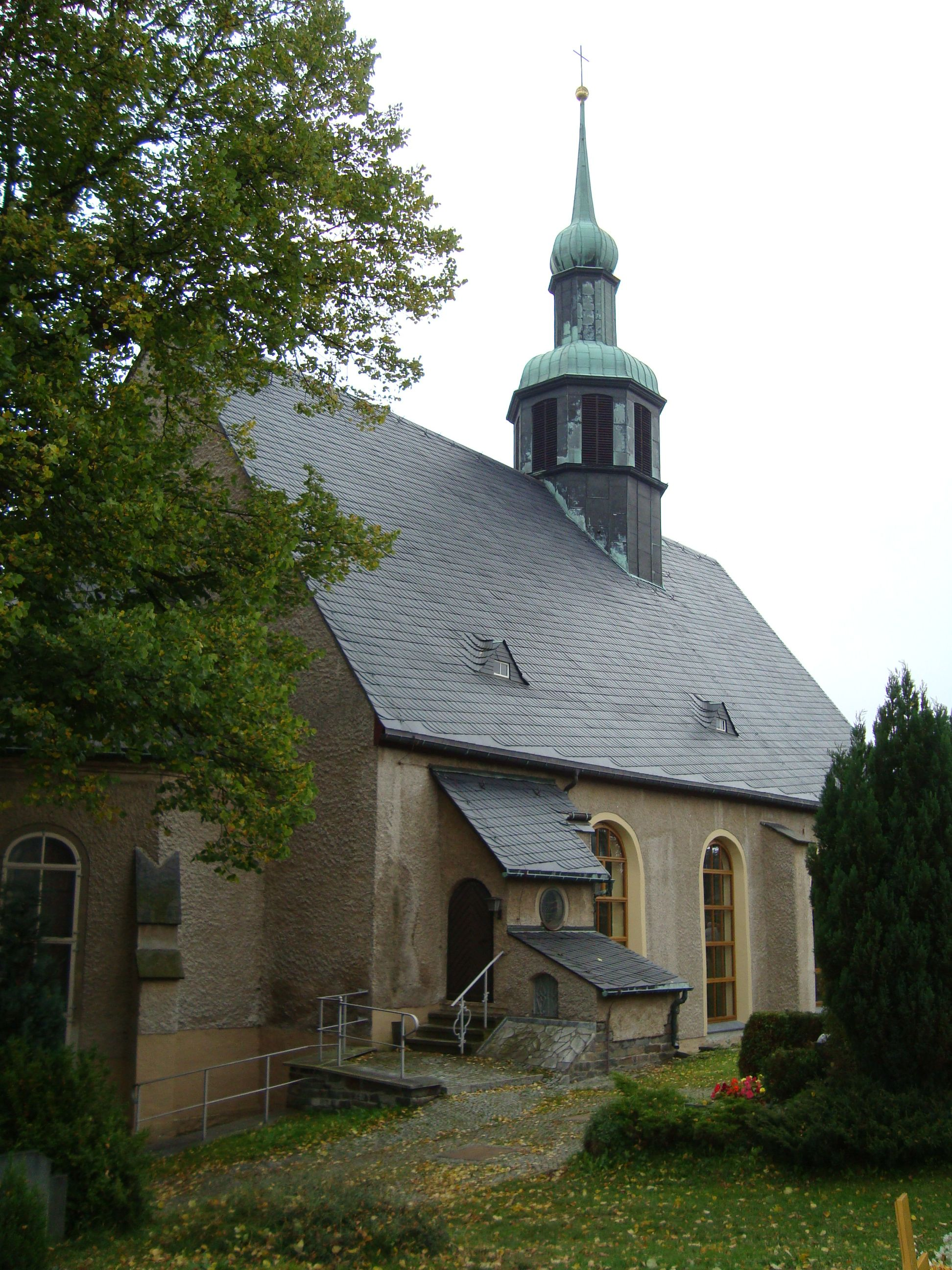
Dreifaltigkeitskirche Crottendorf

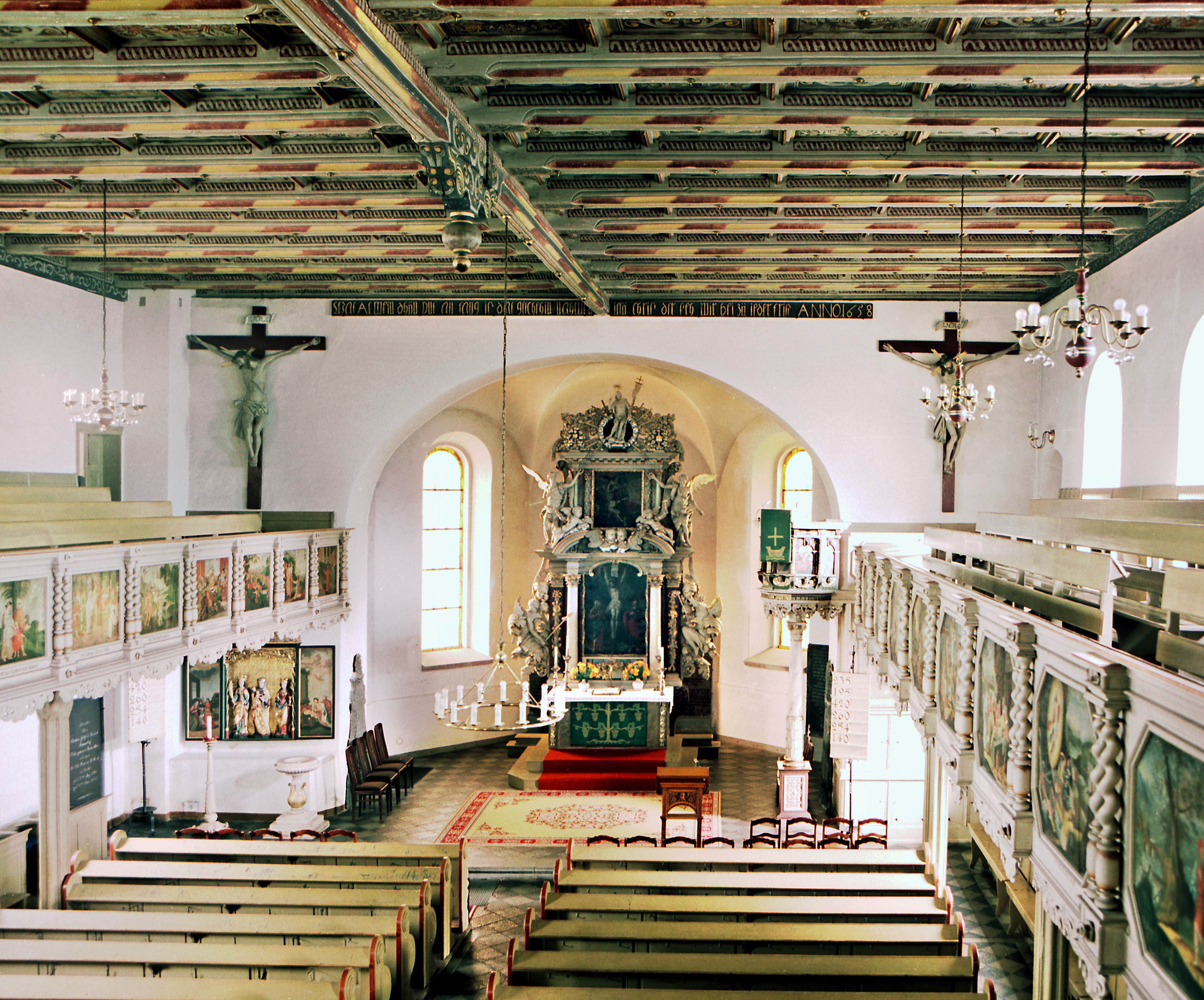
Innenansicht zum Altar

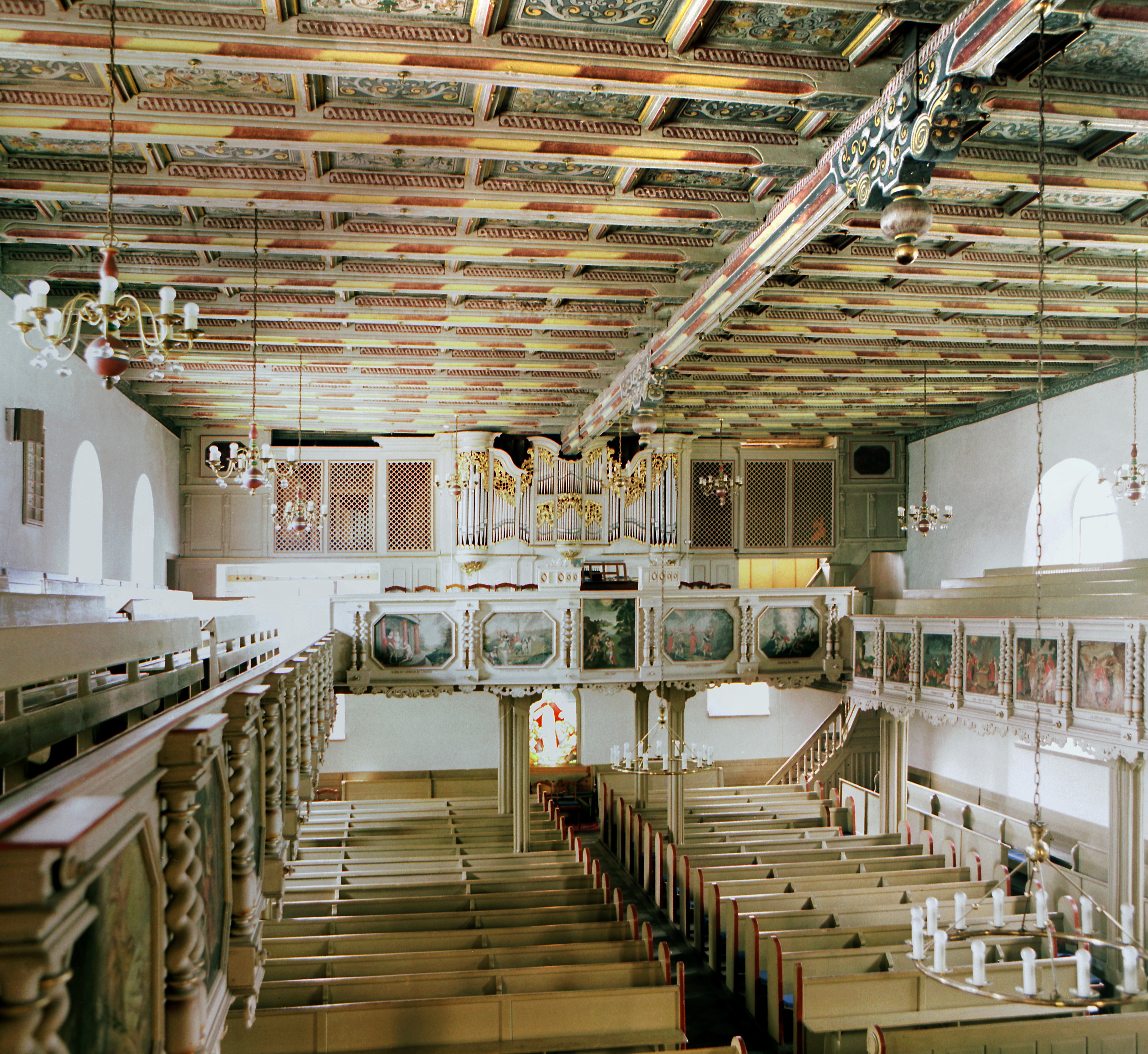
Innenansicht zur Orgel

Die evangelische Dreifaltigkeitskirche ist eine barocke Saalkirche in Crottendorf im Erzgebirgskreis in Sachsen. Sie gehört zur Kirchengemeinde Crottendorf in der Superintendentur Annaberg der Evangelisch-Lutherischen Landeskirche Sachsens.

## Geschichte und Architektur
Die Kirche mit aufwändiger barocker Ausstattung wurde nach Brand einer älteren Wehrkirche im Jahr 1643 unter Nutzung von deren Umfassungsmauern in den Jahren 1653/54 erneuert. Der Chor wurde in den Jahren 1865/96 angebaut, wobei die obere Emporenreihe entfernt und das Innere restauriert wurden; weitere Restaurierungen erfolgten in den Jahren 1951/54 und 1991.
Die als Bruchsteinbau mit stark eingezogenem Chor mit Dreiachtelschluss und Strebepfeilern ausgeführte Kirche ist von einer Wehrmauer mit Torhaus umgeben. Der schwere Dachreiter ist mit verkupferter Haube und Spitze abgeschlossen.
Das Innere ist von der barocken Ausmalung und Ausstattung geprägt. Der Saal ist mit einer barocken Kassettendecke mit 240 ornamental und vegetabil bemalten Feldern geschlossen. Eingeschossige Emporen umgeben den Raum an drei Seiten, die Brüstungen sind mit geschnitztem Rankenwerk verziert; zwischen gedrehten Säulchen sind 30 Szenen aus dem Alten und dem Neuen Testament dargestellt und mit der Jahreszahl 1654 bezeichnet. Ein Triumphbogen aus dem Jahre 1896 vermittelt zum Chor.

## Ausstattung
Das Hauptstück der Ausstattung ist ein reich geschmückter, zweigeschossiger Altaraufbau, der von Theodor Meyer aus Freiberg in den Jahren 1698/99 aus Holz geschaffen wurde. Die Gemälde wurden Andreas Warnitz zugeschrieben. Die Predella zeigt eine geschnitzte Darstellung des Abendmahls, im mit Säulen und Pilastern gerahmten Hauptfeld ist eine gemalte Kreuzigung, im seitlichen Rankenwerk sind zwei lebensgroße Engel mit Marterwerkzeugen zu sehen. Im gesprengten Giebel sind zwei Engelsköpfe, darauf zwei Putten mit Marterwerkzeugen angeordnet; im Auszug ist ein Gemälde mit der Opferung Isaaks, seitlich lebensgroße Engel, als Abschluss der Salvator mundi in einer Gloriole angeordnet.
Die Kanzel von Andreas Götze aus dem Jahr 1656 ruht auf einer hohen Säule und zeigt am Korb zwischen Säulchen eine bäuerliche Darstellung von Christus mit den Evangelisten. Unter der Nordempore ist ein älterer, in Teilen erhaltener Schnitzaltar vom Ende des 15. Jahrhunderts aufgestellt, er zeigt im Schrein Anna selbdritt sowie vermutlich Katharina und Barbara, die späteren Flügel zeigen einfache Szenen aus dem Neuen Testament. Zu beiden Seiten des Triumphbogens sind lebensgroße Kruzifixe aus dem 17. Jahrhundert angebracht. Der  barocke Orgelprospekt des 17. Jahrhunderts enthält ein Werk von Jehmlich aus dem Jahr 2007 mit heute 25 Registern auf zwei Manualen und Pedal. Die Chororgel ist ein Werk von Georg Wünning aus dem Jahr 1995 mit fünf Registern auf einem Manual mit angehängtem Pedal.